# Buskam

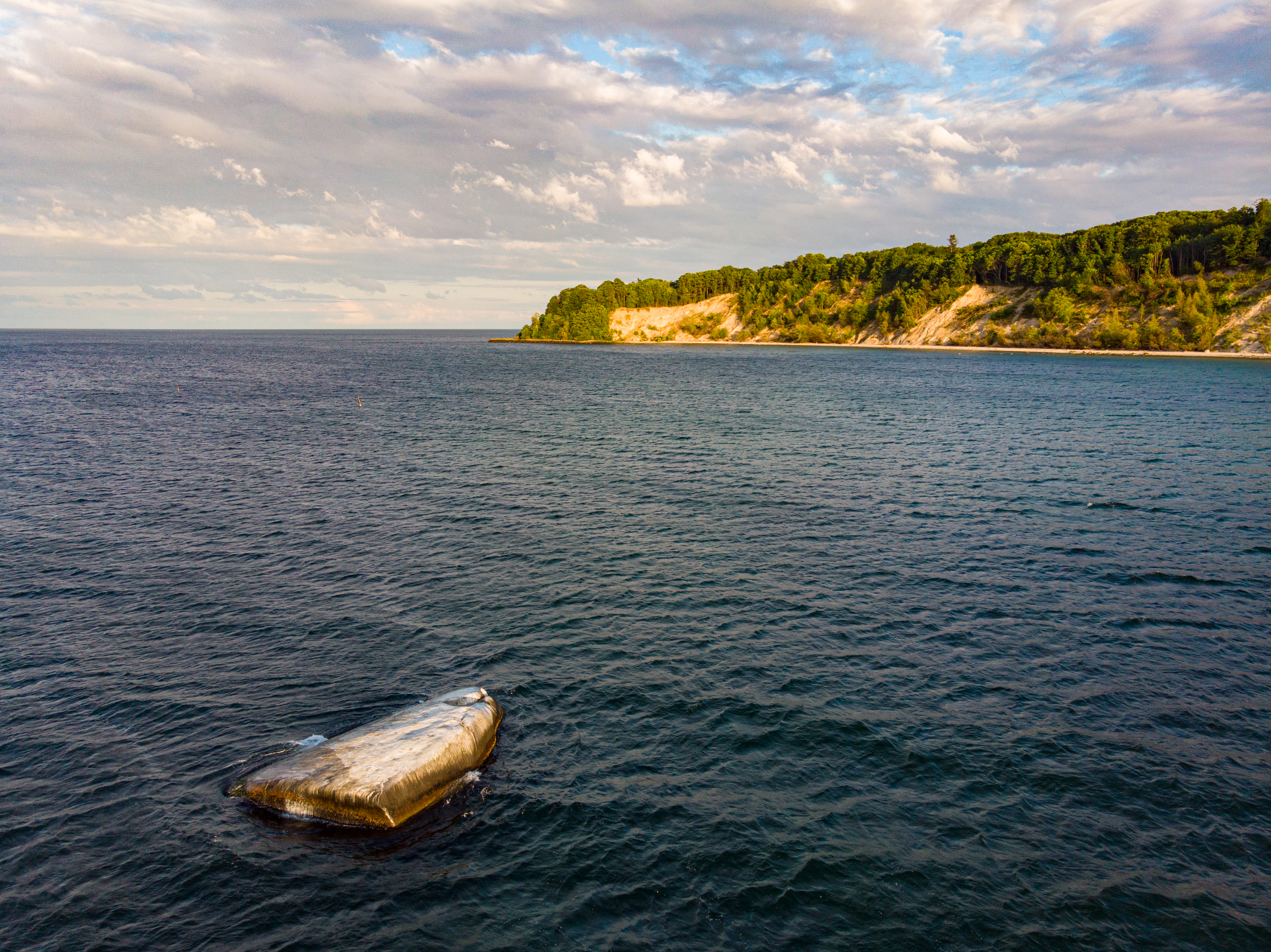
Buskam utanför Göhren, 2020.

Buskam är ett flyttblock i Östersjön öster om badorten Göhren på den tyska ön Rügen. Det ligger omkring 300 meter från  stranden och når 1,5 meter upp över havet vid normalvattenstånd.
Det är av hammargranit från Bornholm, har en volym på omkring 300 m³ och väger 550 ton och är Rügens och Nordtysklands största flyttblock. Det är en av Tysklands omkring 150 nationella biotoper. Namnet kan härledas till fornslaviska bogiskamie som betyder gudarnas sten. Skålgropar på översidan visar att platsen har haft kulturell betydelse under bronsåldern, när den fortfarande låg på land. Idag är den ett tillhåll för skarv.